# Mirabela (Minas Gerais)
Mirabela – miasto i gmina w Brazylii, w stanie Minas Gerais.